# Bruja Zárate

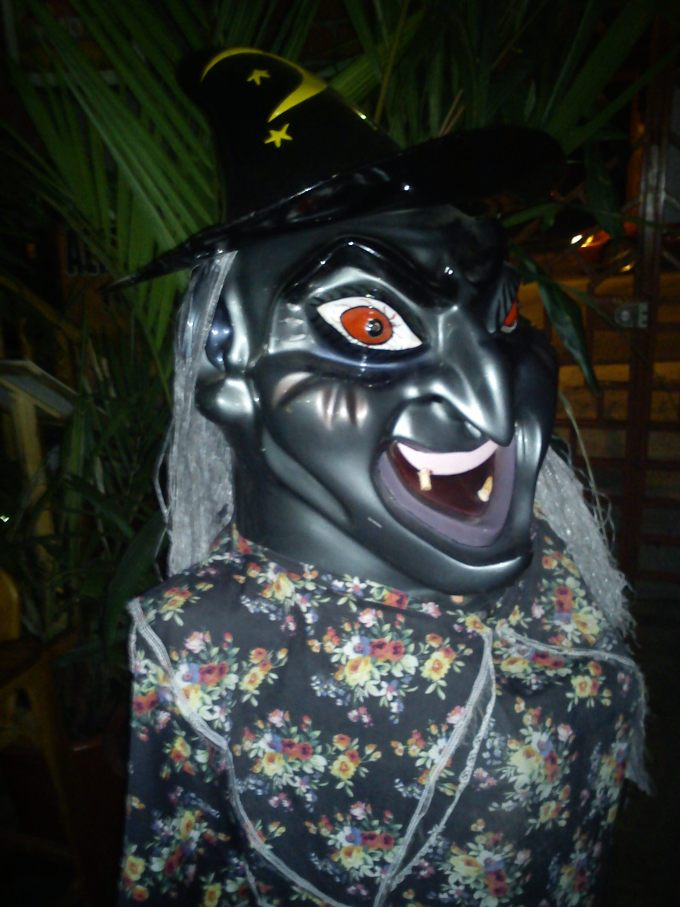
Máscara artesanal costarricense que representa a la bruja, hecha en el cantón de Aserrí. De todas las brujas de las leyendas costarricenses, Zárate es la más conocida y poderosa.

La bruja Zárate, también conocida como Doña Zárate, Ña Zárate, la Vieja Zárate o Mamá Zárate, es un personaje legendario del folclor costarricense, íntimamente relacionado con las tradiciones de los cantones de Aserrí y Escazú. Se trata de una mujer, en la mayoría de los casos de etnia aborigen, la cual posee grandes poderes mágicos —es descrita como bruja o curandera— y que tiene sus dominios en dos «encantos» ubicados en las piedras de Aserrí y San Miguel de Escazú. Es la más conocida y poderosa de las brujas de las leyendas costarricenses. Según algunos autores, el personaje está basado en una mujer real que vivió en el cantón de Aserrí entre 1823 y 1893.
En la mayoría de las leyendas alrededor de este personaje, se le presenta como una mujer bondadosa pero muy poderosa, que igual podía ayudar a una persona pobre regalando vegetales que luego por arte de magia se transformaban en oro, como podía lanzar conjuros y maleficios a los que la trataban injustamente, convirtiéndose en un personaje amado y temido a la vez.
Existen muchas historias acerca de la bruja Zárate, pero la más famosa de todas es aquella que narra su enamoramiento con un conquistador español al cual transformó en un pavo real luego de que este la rechazara.

## Descripción
Hay varias descripciones físicas de la bruja Zárate. El escritor costarricense Mario González Feo, en su cuento «Yo y la larva», del libro María de la Soledad y otras narraciones, dice que en su juventud, Zárate fue una «Diana Cazadora», comparándola con Diana, diosa romana de la Luna y la cacería. Según esta misma historia, Zárate se habría iniciado en la brujería al encontrarse en los montes a otro personaje legendario, el Dueño del monte, quien la presentó a Lucifer, con quien habría hecho un trato: entregarle almas a cambio de los dos lugares encantados de Aserrí y Escazú.
La mayoría de las versiones de la historia, no obstante, describen a Zárate como «una india vieja y fea»; también como «una mujer blanca, gorda, pequeña, de ojos grandes y negros, mirada fiera y maliciosa», que al hablar movía mucho las cejas y lanzaba estridentes carcajadas al conversar. Tenía el cabello negro - pelirrojo en una versión - , el cual peinaba a dos trenzas, y tenía andar cadencioso. Vestía humildemente enaguas oscuras, camisa blanca de manta sin gola y de cuello alto, un pañuelo grande oscuro sobre los hombros, sombrero de palma y andaba descalza; a veces, solamente se le describe vestida totalmente de negro, con un chal del color del vino tinto sobre los hombros. Uno de sus vicios preferidos era el tabaco.
La bruja vivía sola en sus encantos, aunque en una versión se dice que tenía un hijo muy feo y rico - por artes de su madre - llamado Estanislao. En otra leyenda, se menciona que tendría a la Tulevieja por compañera en el encanto de la piedra de San Miguel. Tenía múltiples mascotas: una lora, un gato, palomas, serpientes, animales de la montaña y un pavo real, este último, su mascota predilecta, a quien sujetaba con una cadena de oro a una de las patas. Estos animales eran en realidad personas que ella había transformado por haberse atrevido a entrar en sus dominios, a excepción del pavo real, que en realidad es el conquistador español de origen andaluz Bayardo Pérez Colma, que la enamoró y rechazó, y a quien tiene prometido volver a su forma original una vez acepte ser su esposo.
En cuanto a su personalidad, se le describe como vengativa, hierática y distante, politiquera, señorial, humilde, caritativa (sobre todo con los pobres), amable y compasiva.

## Poderes

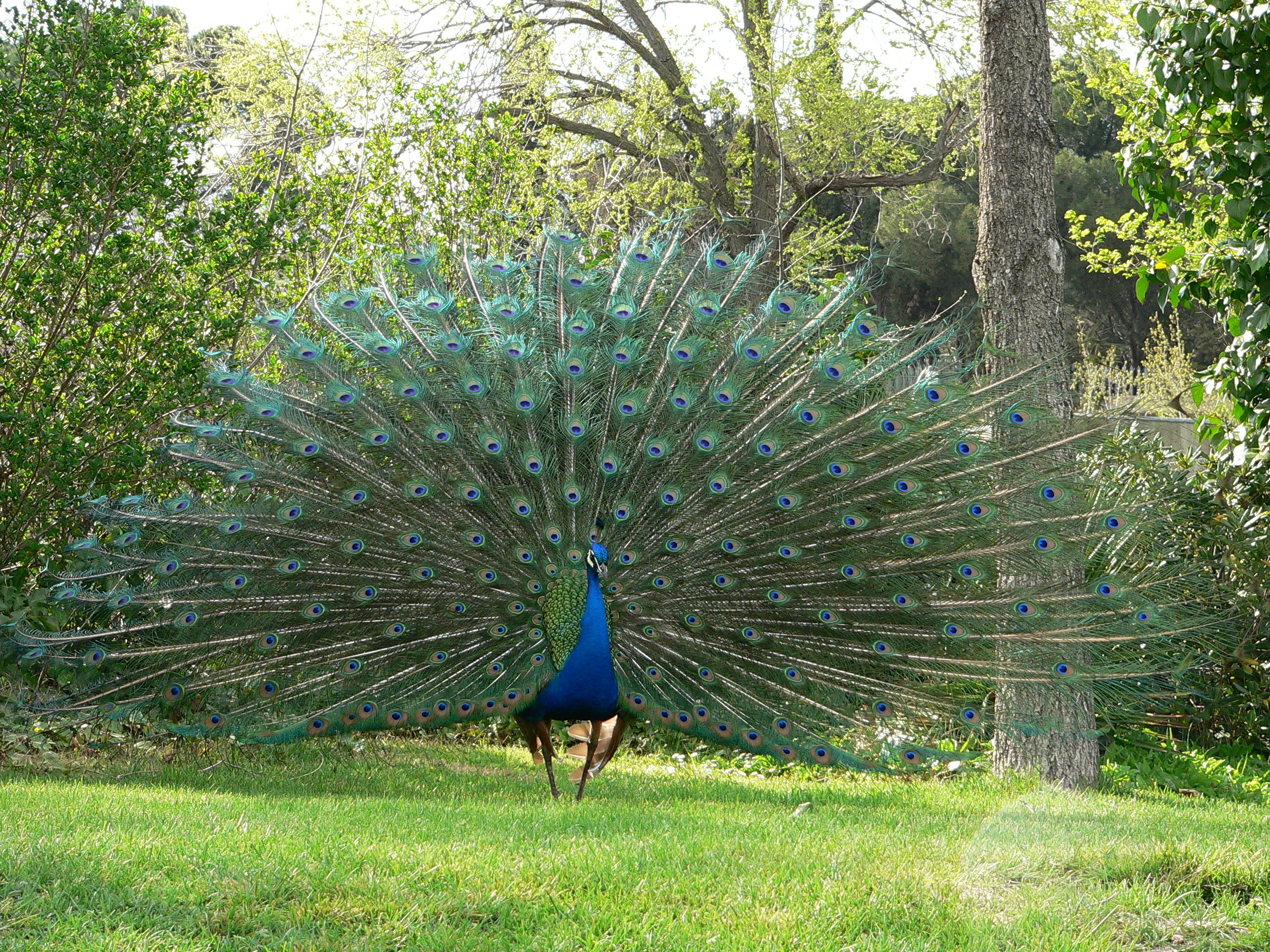
La principal leyenda de la Bruja Zárate narra cómo esta transformó en un pavo real al conquistador español que la enamoró y luego rechazó.

Las historias describen diversos poderes de la bruja Zárate. Puede lanzar maleficios que cambian el carácter de la gente, volviendo a los hombres inteligentes en torpes, a los listos en despistados, a los virtuosos en aprovechados, a los liberales en hipócritas, a los mesurados y prudentes en despilfarradores; a las mujeres calladas, en desenvueltas y habladoras. En una de las historias se describe que puede devolver la virginidad a las doncellas.
Uno de los poderes más representativos es su capacidad de metamorfosis, transformando a las personas en animales, o ella misma puede convertirse en un animal para escapar de algún apuro. También puede hablar con los animales y los árboles de la selva; así mismo, puede comunicarse con los difuntos y otros seres metafísicos.
Puede transmutar vegetales y frutas en oro, algo que utiliza principalmente cuando quiere ayudar a la gente pobre. También puede hacer conjuros para cambiar la suerte.
Otro de sus poderes era el de controlar a la naturaleza. Por medio de magia, podía mover las piedras de sus encantos para entrar y salir de ellos, o dar albergue a los animales; además, podía producir terremotos para alejar a los indeseables de sus encantos e incluso oscurecer el cielo del lugar donde residía.
Uno de sus aspectos más destacados es el de curandera. Posee conocimientos para crear infusiones y destilados a base de hierbas que cultiva en el bosque o bien, que compra en los mercados pueblerinos. Dichos brebajes le permiten torcer la voluntad (puede crear pociones de amor), macerar virtudes, sembrar la discordia, ahuyentar la bondad, curar enfermedades o lanzar el «mal de ojo», sobre todo para castigar a aquellos que se negaban a pagarle sus servicios. Podía pronosticar el sexo de un feto con solo ver con qué pie echaba a andar la madre embarazada, sin equivocarse nunca. En una historia, se describe que tiene la capacidad de desaparecer, y en otra, sus poderes le permitían contrarrestar los poderes de otras brujas.

## Encantos

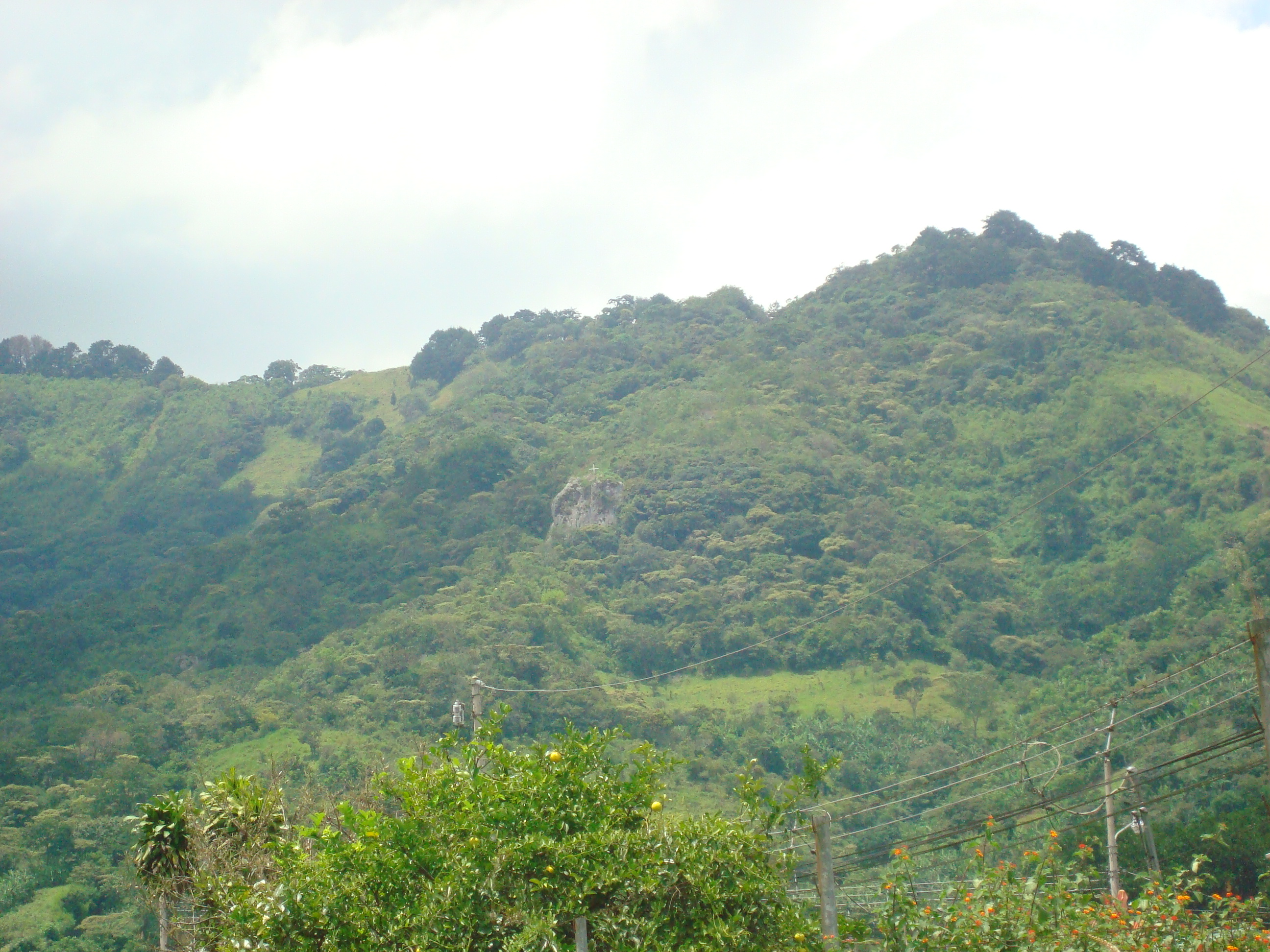
La piedra de Aserrí, formación rocosa que sobresale entre los cerros de Bustamante, es uno de los legendarios encantos donde se cuenta que habita la Bruja Zárate.

Los encantos son, como su nombre lo indica, lugares encantados donde se cree que la bruja Zárate reside. Había dos encantos: la piedra de Aserrí, donde la bruja vivía en la estación seca, y la Piedra Blanca de San Miguel de Escazú, donde residía en el invierno. Ambos sitios son lugares geográficos reales.
La piedra de Aserrí, ubicada al oeste del centro de esta ciudad, en los Cerros de Bustamante, es un promontorio rocoso que posee una caverna subterránea, y en la roca se encuentra esculpida una formación geológica que semeja una puerta, que se dice que la bruja abre al ser la medianoche. La leyenda dice que cuando la puerta se abre, ésta se ilumina y da lugar a «una ciudad flotante en un mar de oro y nácar». El lugar estaba habitado desde periodos precolombinos por indígenas huetares, que en los tiempos del arribo español a Costa Rica estaban gobernados por el rey Aczarri o Aquetzarí, de quien deriva el nombre del cantón. La leyenda dice que en los tiempos de la colonia española en Costa Rica, Zárate se enamoró del gobernador español de esta ciudad, pero al ser rechazada por él, transformó al pueblo entero en esta gran piedra y a sus pobladores en animales, incluyendo al gobernador en un pavo real. En las faldas de esta roca se fundaría luego el moderno pueblo de Aserrí.
La Piedra Blanca o de San Miguel es otra formación rocosa de grandes dimensiones que puede verse incluso desde San José, ubicada en el cerro Pico Blanco, en el cantón de Escazú. El pueblo de Escazú - Itzkatzú en lengua aborigen - es conocido desde la época precolombina por ser lugar de descanso de los indígenas huetares que iban de Aserrí a Pacaca (actual Santa Ana) por motivos de guerra o comercio, y desde la época de la colonia se le ha conocido como la Ciudad de las Brujas. El encanto de la piedra de San Miguel posee una particularidad especial: la leyenda dice que en este sitio la bruja tendría tres ventanas mágicas por las que vigila los pueblos de Escazú, Aserrí y San Ignacio de Acosta. Cuando la puerta del encanto se abre, los martes y viernes, entran y salen por la abertura cientos de brujas, duendes, cuervos y murciélagos, que conforman la corte de Zárate. En el centro de la Piedra Blanca, Zárate retiene por medio de un hechizo, a la Tulevieja.
A propósito del pueblo de San Ignacio de Acosta, una leyenda de finales del siglo XIX dice que la bruja tendría un tercer encanto: el Cerro de El Tablazo, localizado entre los cantones de Desamparados y Acosta, donde la bruja habría encontrado su última residencia para no salir más de allí, razón por la cual a este lugar también se le conoce como el Cerro de la Vieja.
La bruja Zárate posee opulentos jardines en cada uno de sus encantos. Las leyendas narran que aquel que toca las flores de estos jardines se convierte en un animal. También posee cementerios en estos jardines, donde entierra a los que mueren intentando acceder a sus dominios, convirtiéndolos en fantasmas. Uno de estos jardines posee un lago pequeño que no hay que mirar porque transmite el mal de ojo.
La única forma de visitar estos encantos es los jueves y Viernes Santos, a excepción del Cerro de la Vieja, que la bruja ha cerrado para siempre para no ser molestada.

## Leyendas
Las leyendas acerca de la bruja Zárate datan, en su mayoría, de la época de la colonia española en Costa Rica, y han sido transmitidas de forma oral. No obstante, la primera versión escrita de esta leyenda fue recopilada por R. Quirós en 1930. En esta versión, se sientan las bases del personaje:
- Zárate es una bruja.

- Zárate realiza curaciones con medicina natural.

- Zárate convierte vegetales en oro y personas en animales.

- Zárate y el gobernador Pérez Colma se enamoraron, pero luego él la desprecia y ella lo convierte en pavo real y al antiguo pueblo de Aquetzarí en la piedra de Aserrí.

### La piedra de Aserrí
Zárate, la bruja de Aserrí, se enamora del gobernador del pueblo, Bayardo Pérez Colma, un español ilustre y bien parecido, quien la desprecia. Para vengar el desaire, la bruja transforma a todo el pueblo en la famosa piedra de Aserrí, a sus pobladores en animales, y al gobernador, en pavo real. Muchos años después, nuevos habitantes fundan un nuevo Aserrí a los pies de la piedra. Cierto día, Diógenes Olmedo, un campesino pobre que había perdido a su esposa, sube a la montaña a buscar a la bruja, pero cansado, se echa a dormir. Doce palomas blancas le avisan de un conjuro para llamar a Zárate. El campesino despierta y entona el ritual a la medianoche. Entonces, la piedra se abre y sale la bruja en compañía del pavo real, al que ata con una cadena de oro. Con temor, Olmedo le cuenta su doliente historia, su viudez, sus hijos enfermos, la falta de pan, etc. Compadecida de él, la bruja le conduce hasta una laguna donde le entrega unas toronjas, diciéndole que ese será el alimento de sus hijos. Tras esto, la bruja se carcajea y en compañía del pavo real, se lanza al agua y desaparece. Diógenes vuelve al pueblo, desilusionado, y por el camino, cansado del peso de las toronjas, abre una de sus alforjas y vacía algunas en el río. De vuelta en casa, es recibido por sus hijos, y al entregarles los frutos para que jugaran, descubre que se han convertido en oro. Al día siguiente, ven a doce mujeres que vuelven de la montaña, entre ellas, Lupita, la esposa perdida de Diógenes. Ella le cuenta que un día las mujeres se habían ido a pasear a la montaña y que la bruja, al verlas bañarse en la laguna, las había convertido en palomas. La historia concluye con la anécdota de la promesa de Zárate al español de volverlo a transformar en hombre si este acepta hacerla su esposa, pero el andaluz prefiere resignarse a ser pavo real prisionero que esposo de la hechicera en libertad.

### Ña Zárate o la bruja de Aserrí

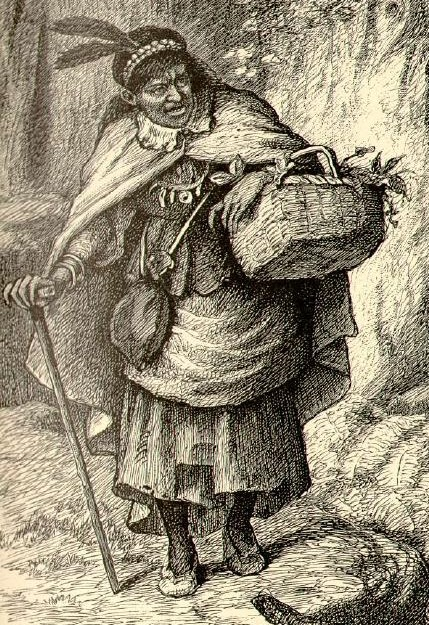
Este dibujo de Tituba (una supuesta bruja de Salem), parece reflejar la descripción popular de Zarate.

Zárate, la bruja de Aserrí, es una india que va todos los sábados a San José a vender sus remedios y hierbas. La gente la busca por su fama de bruja y curandera, pero también se cuenta lo que les ocurre a aquellos que se atreven a no pagar. Cierto gallero de buena familia le pide que le dé algo para enderezar su suerte. La bruja le entrega un talismán - una garra de tigre - que el gallero queda debiendo al alegar no tener dinero. Tras resultar ganancioso en las peleas de gallos, la bruja lo busca de nuevo buscando saldar la deuda, pero el otro, haciéndose el desentendido, se niega a pagarle. Ese mismo día, al llegar a su casa, el gallero se entera de que un tolomuco le ha matado todos los gallos. Culpando a la bruja del incidente, la denuncia ante la policía, la cual detiene a la vieja, por ser el gallero un hombre principal del pueblo. La bruja queda encerrada en la cárcel todo el día - nadie se acuerda de ella - y ya por la noche, con el cambio de guardia, van a buscarla, llevándose la sorpresa de que no está en la celda. Pretenden ver unas patas de rata escapar por un agujero y asumen que Zárate se ha transformado en dicho animal para escapar. Junto a otro policía y el juez de paz, suben a la piedra de Aserrí a sacarla de su cueva, pero la bruja, transformada en lechuza, vuela a lo más alto del cerro del Tablazo - que desde ese momento pasa a conocerse como el cerro de la Vieja - a donde nadie puede entrar pues está encantado.

### La piedra de San Miguel
La bruja Zárate ha establecido su guarida en la piedra de San Miguel, en el poblado de Escazú, a donde vive junto a su hijo Estanislao, una lora y un gato. Estanislao, modelo perfecto de fealdad, es sin embargo muy rico gracias a las artes de su madre. Las gentes del pueblo acostumbran visitar a Zárate llevándole algún obsequio, a cambio de los famosos quelites que esta les regala, los cuales se vuelven oro, eso sí, siempre y cuando no sean vistos antes de llegar a casa, porque de hacerlo, se transforman en hojas secas, inmundicias, sapos y serpientes. Estanislao contrae luego matrimonio con una señorita importante del pueblo. Dueño de una casa hermosa y elegante, recibe distinguidas visitas, por lo que siente vergüenza de que sus amigos se enteren de que su madre es la famosa bruja Zárate. Una vez, en una visita de la bruja, Estanislao finge no conocerla, por lo que su madre le profetiza que pronto tendrá un hijo que será un monstruo. A los cuatro meses, la esposa de Estanislao tiene un hijo deforme, con pelo en todo el cuerpo, largas uñas en manos y pies, orejas de conejo y cara de cerdo. Una enfermedad nerviosa se apodera de Estanislao, hasta que finalmente muere, seguido del hijo tres días después. Su esposa, pretendida por muchos por sus riquezas, se da a una vida torcida y pronto queda en la ruina. De esa manera, castiga la bruja Zárate el orgullo de su hijo ingrato.

## Literatura
Algunos escritores costarricenses han tomado a la bruja Zárate como protagonista para sus obras literarias. En 1984, el escritor Carlos Rubí publicó el cuento «La gran roca de Aquetzarí», donde relata la leyenda de Zárate y el gobernador español (aquí bajo el nombre de Alfonso de Pérez y Colma), con una Zárate más joven, hermosa e idealista. Basado en este cuento, el escritor Miguel Rojas Jiménez escribió El anillo del pavo real, obra dramática en la que se narran tanto la leyenda de la piedra de Aserrí como la aventura de Diógenes Olmedo en los predios de la bruja.
El tema de la bruja Zárate también se ha utilizado en novelas recientes. En 2008, se publicó la novela Tiquicia: el despertar de las leyendas, de Harold Vindas Zamora, donde cuatro jóvenes en la Costa Rica moderna deben encontrar el extraviado pavo real de la bruja Zárate antes de que ésta desprenda la piedra de Aserrí sobre el pueblo, enfrentándose durante el viaje a otros personajes de las leyendas costarricenses como la Cegua o el Cadejos. En 2010, el escritor costarricense Daniel González Chávez publicó la novela Un grito en las tinieblas: la vida de Zárate Arkham, cuya protagonista se llama igual que la famosa bruja. Este mismo escritor abordó el tema de la maldición de la piedra de Aserrí y la historia de Zárate en su cuento «El mordisco».